# Yóbates

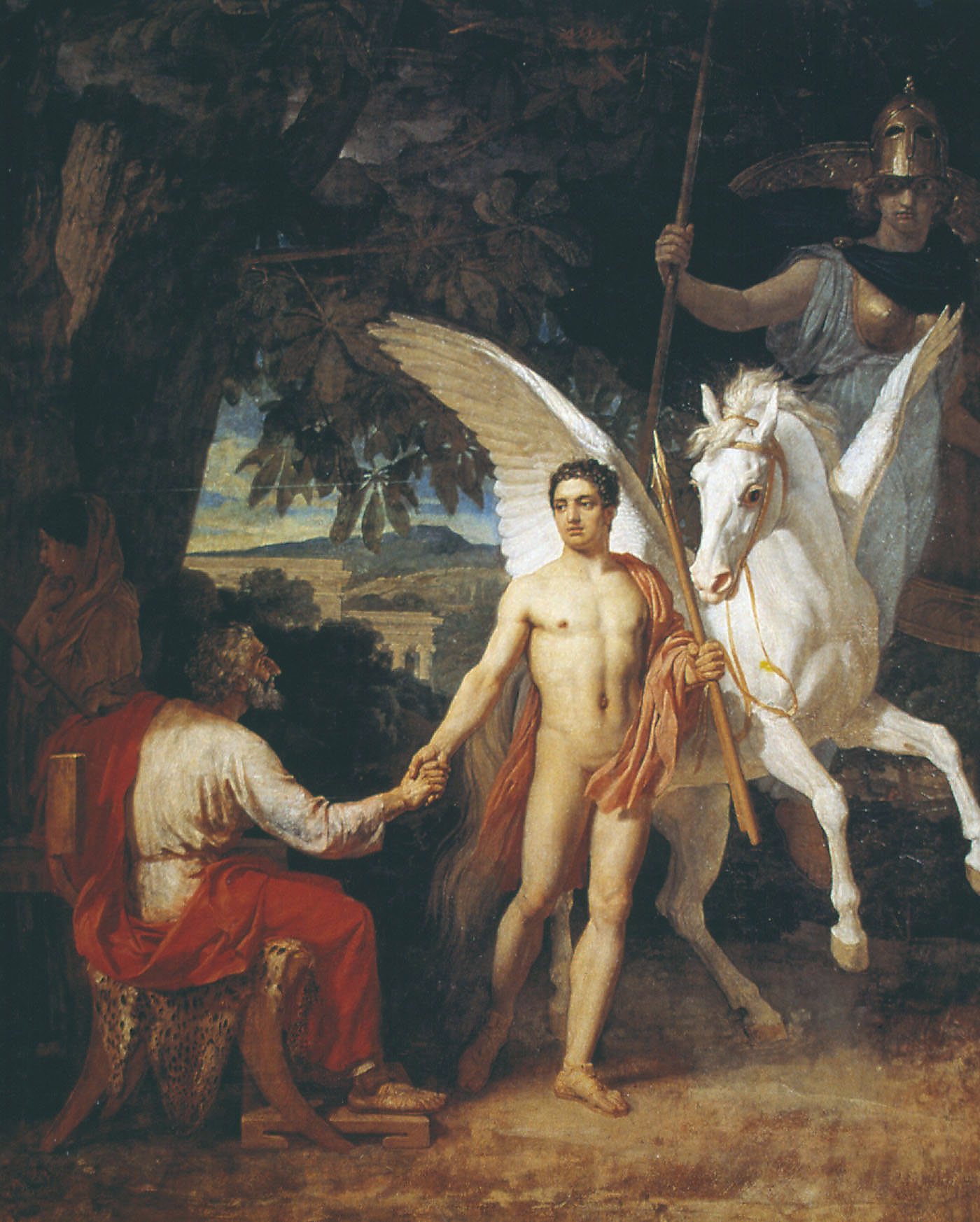
Yóbates, Belerofonte, Pegaso y Atenea, representados en una pintura de 1829, obra de Aleksandr Andréyevich Ivánov.

En la mitología griega, Yóbates (en griego, Ἰοβάτης, Iobátēs) fue un rey de Licia, también llamado Anfianacte. Fue padre de dos hijas. Una, según Homero, se llamaba Antea, pero los trágicos la llaman Estenebea. La otra era conocida como Filónoe. Sófocles escribió una tragedia, que no se ha conservado, que tenía el título de Yóbates. Participa en las leyendas de Preto y Belerofonte.
Como es fama Acrisio venció a Preto y lo expulsó de Argos. Preto llegó a Licia a la corte de Yóbates y se casó con Estenebea. Con la ayuda de un ejército licio, Yóbates restituyó a Preto a su país y finalmente Preto terminaría gobernando en Tirinto.
Más tarde Belerofonte se presentó ante la corte de Preto quien lo purificó después de haber matado a su hermano. Pero Estenebea se enamoró de él y le envió propuesta para un encuentro; como éste rehusara, ella dijo a Preto que Belerofonte le había hecho proposiciones infames. Preto lo creyó y entregó a Belerofonte una carta para Yóbates, en la que había escrito que le diese muerte. Yóbates, después de leer la carta, le ordenó matar a la Quimera, esperando que la fiera acabaría con él. Como quiera que Belerofonte salió victorioso de su empresa, Yóbates le mandó combatir contra los sólimos, y una vez cumplida esta tarea, le ordenó luchar contra las amazonas; y como también las aniquilara, Yóbates escogió a los licios sobresalientes por su valentía, y les encargó que lo mataran tendiéndole una emboscada. Pero cuando todos ellos hubieron sucumbido a manos de Belerofonte, Yóbates, admirado de su fuerza, le mostró la carta y lo invitó a quedarse junto a él; además de entregarle a su hija Filónoe. Al morir le legó el reino.
Otros más recalcan el carácter injusto de Yóbates hacia Belerofonte y por eso este le rezó a Poseidón para que convirtiera su terreno en estéril e inestable, y además envió una enorme ola que amenazaba el reino de Yóbates. Solo la valentía de las mujeres licias previno la ruina absoluta de Yóbates.